# Lyrosoma opacum
Lyrosoma opacum es una especie de escarabajo carroñero primitivo perteneciente a la familia Agyrtidae. Se encuentra en Europa y el norte de Asia (excluida China) y en las islas Pribilof y Aleutianas de Alaska. Su pronoto es redondeado en forma de corazón.